# 楊南郡

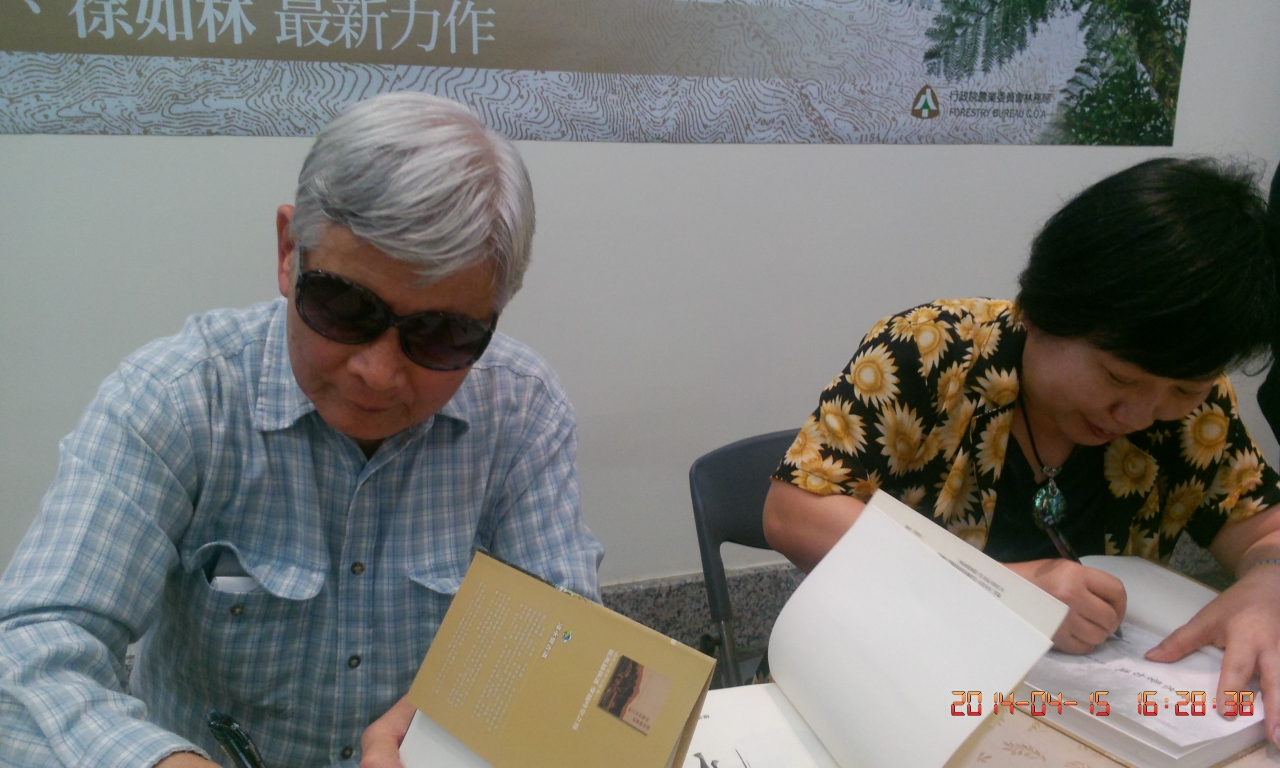
楊南郡與徐如林，攝影於2014年。

楊南郡（1931年11月28日—2016年8月27日），日治台灣臺南州龍崎（今臺南市龍崎區）人，作家、登山家、臺灣古道踏勘先驅、西拉雅原住民，致力於南島語族文化與史蹟遺址調查研究，對臺灣有巨大貢獻，獲頒褒揚令和原住民族委員會「一等原住民族專業獎章」。2010年11月獲國立東華大學頒授榮譽社會科學博士學位，表彰其長期致力於研究臺灣原住民族文化的貢獻。

## 生平
1931年11月28日生於日治臺灣臺南州新豐郡龍崎庄（今臺南市龍崎區）的中坑子。
1944年還不到14歲，在關廟公學校畢業典禮當天下午突然收到紅色召集令，隔天到高雄左營登船赴神奈川縣，在高座海軍兵工廠航空技術廠成為少年海軍工員，製造維修神風特攻隊零式戰鬥機。1945年日本投降，1946年回到臺灣，是8,419個臺籍少年工中4,000個幸運回臺灣的其中一位。
回臺灣後，進入中學，開始學習國語注音。臺南二中畢業後，順利考上臺灣大學外文系。大一時，曾獲全國武術比賽冠軍。1955年大學畢業，當過二年的英文教師，後來至台南的「美國空軍基地」與美國駐臺辦事處工作，因有週休二日，開始熱愛登山運動。
1976年7月5日，順利完成了「臺灣百岳」的目標，成為臺灣二次戰後登山運動的先驅。在登山之餘，開始進行山林與生態攝影，進而研究臺灣古道與山林，成為業餘臺灣歷史研究者。
1990年退休後接受太魯閣國家公園、玉山國家公園、雪霸國家公園及林務局等單位委託進行古道調查與研究，最著名的就是位於玉山國家公園內的八通關古道調查。其成果對臺灣原住民族史與高山古蹟及生態研究，具有深遠影響。
1999年5月1日獲得臺灣省文獻委員會(後改為國史館臺灣文獻館)第一屆「傑出臺灣文獻獎」傑出文獻工作獎。
2010年，國立東華大學原住民民族學院為表彰楊南郡的研究對臺灣原住民與相關學界之貢獻，授予其社會科學名譽博士之學位，這也是東華大學創校以來首次頒授之名譽博士學位。東華大學也在同日舉行以其為名之「楊南郡先生及其同世代臺灣原住民研究與臺灣登山史國際學術研討會」，祝賀其八十大壽。
2011年8月2日至2014年8月1日擔任原住民族委員會「原住民族文獻會」兩屆副主任委員。
接受原民會委託譯註原住民研究寶典《臺灣高砂族系統所屬の研究》，花費七年時間辛苦完成《臺灣原住民族系統所屬之研究》(上下二冊)於2011年由原民會出版，南天書局發行，並於同年獲得國家出版獎佳作獎的殊榮。
2011年11月15日，國立臺灣大學校慶當日，獲頒當年度國立臺灣大學傑出校友，2012年4月8日於臺灣大學《我的學思歷程》與同學分享其一生的學習過程及登山古道調查與原住民研究的志業，「人的所作所為都會留下軌跡，鼓勵後進要抱持最大的熱情與誠懇處事，生命必將在某個階段裡湧泉以報」、「地理是歷史的舞臺，走入舞臺才能探索歷史的真相」、「從事翻譯文學與報導文學，是向世界投出的數顆石子，期許以點滴之力，激起現代人對山林、對文化的討論與重視」；並鼓勵國人學習19世紀德國青年發起的「漂鳥精神」運動，學習候鳥的精神，透過接近自然的過程，實現自我，提昇國力。(內容收入《我的學思歷程8》，臺灣大學出版中心，2015出版，ISBN 9789863500537 )。
2011年8月26日楊南郡與徐如林合著的《能高越嶺道：穿越時空之旅》在臺灣大學圖書館舉行新書發表會，同場邀請《漫畫巴萊：臺灣第一部霧社事件歷史漫畫》作者邱若龍和《賽德克·巴萊》電影及原作著者魏德聖導演，以小型座談會和霧社事件八十週年書展，結合圖書、漫畫和電影，成功舉辦了一場臺灣原住民運動史知識與視覺的饗宴。 
2012年6月，由林務局編輯出版的《能高越嶺道：穿越時空之旅》勇奪第四屆國家出版獎－優良政府出版品之特優獎。
2012年11月15日，吳三連獎基金會表彰楊南郡以登山為基礎，研究臺灣高山古道與原住民社會，對報導文學深具貢獻，頒贈第35屆吳三連獎文學獎報導文學類。林懷民曾讚譽其文章具備「冷靜的人文關懷」，當天排除萬難擔任贈獎人。
2014年起，因癌症進行治療，病中仍辛勤翻譯鹿野忠雄大作《東南亞細亞民族學先史學研究》，並與妻子徐如林共同寫作《合歡越嶺道：太魯閣戰爭與天險之路》。
2015年以《浸水營古道：一條走過五百年的路》勇奪第39屆金鼎獎圖書類「政府出版品獎」。
2015年，因長期研究大分事件與布農族歷史，獲得布農族部落頭目給與「布農族之友」頭銜。
2015年3月12日獲行政院農業委員會頒發林業及自然保育有功人士。
2016年5月28日發表鹿野忠雄《東南亞細亞民族學先史學研究》譯作，6月30日發表《合歡越嶺道：太魯閣戰爭與天險之路》。
2016年8月15日，受洗成為基督徒。8月27日凌晨因食道癌病逝於臺大醫院，享壽85歲。
2016年9月8日，行政院院會通過文化部所提「楊南郡先生褒揚令申請案」，肯定楊南郡先生致力南島語族歷史、文化與古道踏勘研究之貢獻。
2016年9月18日於濟南教會舉辦告別禮拜，副總統陳建仁出席頒發「褒揚令」，原住民族委員會追頒「一等原住民族專業獎章」。禮拜結束，依照楊南郡遺願，樹葬於木柵富德公墓詠愛園。
2017年8月，由其妻子王素娥（筆名徐如林）所撰寫的傳記書《連峰縱走：楊南郡的傳奇一生》出版。

## 家庭
其妻王素娥(筆名徐如林)，台大化工系畢業，台大登山社社員，跆拳道黑帶。剛滿20歲時，就考取高山嚮導證。在大學就讀期間，曾獨自一人以七天時間完成攀登「南湖大山縱走中央尖山」(簡稱南湖中央尖)。後來兩人在登山時認識，並於1978年結婚。

## 著作
古道調查與研究報告
- 《合歡越嶺古道調查與整修硏究報告》（錐麓古道、立霧溪掘鑿曲流），太魯閣國家公園委託調查，1986
- 《清代八通關古道調查報告》（竹山-大水窟段），玉山國家公園委託調查，1987
- 《清代八通關古道調查報告》（大水窟-玉里段），玉山國家公園委託調查，1988
- 《合歡古道西段調查報告》（合歡山-關原-卡拉寶段），太魯閣國家公園委託調查，1989
- 《雪霸國家公園步道系統調查報告》，雪霸國家公園委託調查，1990
- 《太魯閣國家公園合歡古道西段調查與步道規劃報告》，太魯閣國家公園委託調查，1990
- 《清代北路(蘇花古道)調查研究報告》，太魯閣國家公園委託調查，2000
- 《霞喀羅國家步道人文史蹟調查與解說》，林務局委託調查，2002
- 《浸水營古道人文史蹟調查研究報告》，林務局委託調查，2003
- 《能高越嶺道人文史蹟調查報告》，林務局委託調查，2003
- 《阿里山鄒族古道系統人文史蹟調查報告》，林務局委託調查，2005
- 《崑崙坳古道記阿塱壹古道人文史蹟調查報告》，林務局委託調查，2005
- 《大分事件調查〉，玉山國家公園委託調查，2007
- 《馬武督地區人文史蹟調查研究計畫研究報告》，財團法人林公熊徵學田基金會，2008

著作
- 《臺灣風景線》徐如林著，楊南郡攝影，巨龍文化，1981，ISBN 9575835255
- 《與子偕行》楊南郡,徐如林著，晨星，1993初版，ISBN 9575832949；晨星增修版，2016年4月，ISBN 9789864431199
- 《尋訪月亮的腳印》楊南郡著，晨星，1996初版，ISBN 9575835255；晨星增修版(紀念典藏版)，2016年9月，ISBN 9789864431755
- 《臺灣百年前的足跡》楊南郡著，玉山社，1996，ISBN 957936124X
- 《幻の人類学者森丑之助：台湾原住民の研究に捧げた生涯》楊南郡著；笠原政治,宮岡真央子,宮崎聖子編訳，風響社，2005，ISBN 4894891050
- 《最後的拉比勇：玉山地區施武郡群史篇》徐如林, 楊南郡著，玉山國家公園，2007，ISBN 9789860123265
- 《大分.塔馬荷：布農抗日雙城記》徐如林,楊南郡著，南天，2010，ISBN 9789576387340
- 《能高越嶺道：穿越時空之旅》徐如林,楊南郡著，農委會林務局，2011，ISBN 9789860278880
- 《我的學思歷程8》「山岳探勘的傳奇人物－楊南郡」篇，楊南郡著，臺灣大學出版中心，2015，ISBN 9789863500537
- 《浸水營古道：一條走過五百年的路》徐如林,楊南郡著，農委會林務局，2014，ISBN 9789860405170
- 《合歡越嶺道：太魯閣戰爭與天險之路》徐如林,楊南郡著，農委會林務局，2016，ISBN 9789860488401

譯著
- 《臺灣原住民映像：淺井惠倫教授攝影集》笠原政治編，楊南郡譯，南天，1995，ISBN 9576382807
- 《臺灣踏查日記》伊能嘉矩原著，楊南郡譯註，遠流，1996，ISBN 9573230658(上/下兩冊)；遠流再版，2012，ISBN 9789573268956(上)ISBN 9789573268963 (下)
- 《平埔族調查旅行：伊能嘉矩<<臺灣通信>>選集》伊能嘉矩原著，楊南郡譯註，遠流，1996，ISBN 9573228971；遠流再版，2012，ISBN 9789573268932
- 《探險臺灣：鳥居龍藏的臺灣人類學之旅》鳥居龍藏原著，楊南郡譯註，遠流，1996，ISBN 9573228521；遠流再版，2012，ISBN 9789573268949
- 《鹿野忠雄：縱橫臺灣山林的博物學》山崎柄根原著，楊南郡譯，晨星，1998，ISBN 9575836693
- 《山．雲與蕃人：臺灣高山紀行》鹿野忠雄原著，楊南郡譯註，玉山社，2000，ISBN 9578246331
- 《生蕃行腳》森丑之助原著，楊南郡譯註，遠流，2000，ISBN 9573238845)；遠流再版，2012，ISBN 9789573268970
- 《臺灣百年花火》伊能嘉矩等原著楊南郡譯註，玉山社，2002，ISBN 9867819063
- 《海よ山よ：十一民族作品集》楊南郡、孫大川等著，東京都草風館，2003，ISBN 4883231402
- 《臺灣百年曙光：學術開創時代調查實錄》移川子之藏等原著，楊南郡譯著，南天，2005，ISBN 9576386462
- 《鳥居龍藏 : 縱橫台臺灣與東亞的人類學先趨》中薗英助原著，楊南郡譯，晨星，ISBN 9575836197 (精裝)
- 《臺灣原住民族系統所屬之研究》(v.1 本文篇，v.2 資料篇.附索引)，臺北帝囯大学土俗.人種學研究室原著，楊南郡譯註，原民會，2011，ISBN 9789860267877
- 《臺灣原住民族移動與分布》馬淵東一原著，楊南郡譯註，原民會，2014，ISBN 9789860421644
- 《東南亞細亞民族學先史學研究》鹿野忠雄原著，楊南郡、李作婷譯註，原住民族委員會，2016，ISBN 9789860485325(上/下兩冊)

## 外部連結
- 國立東華大學>焦點新聞：楊南郡先生榮獲國立東華大學名譽社會科學博士學位
- 岳界耆宿楊南郡 東華頒名譽博士
- 日治時期臺灣原住民族知識積累的最高峰《臺灣高砂族系統所屬の硏究》楊南郡博士譯註完整版發表會 （页面存档备份，存于）
- 林務局出版品《能高越嶺道‧穿越時空之旅》勇奪第四屆國家出版獎特優獎
- 臺灣大學「我的學思歷程─楊南郡博士講座」活動報導 （页面存档备份，存于）
- 行政院院會9月8日通過文化部所提「楊南郡先生褒揚令申請案」